# Vincenzo Fabrizi
Vincenzo Fabrizi (Napoli, 1764 – 1812 circa) è stato un compositore italiano.
Poco si conosce della vita di Fabrizi, forse a causa dei suoi molteplici viaggi condotti in Italia e in Europa. Studiò sotto la guida di Giacomo Tritto e nel 1783 a Napoli, all'età di 19 anni, mise in scena il suo primo lavoro, l'intermezzo I tre gobbi rivali. Nel 1786 fu nominato maestro di cappella dell'Università di Roma e successivamente, sempre nella medesima città, diventò direttore del Teatro Capranica. Dopo circa tre anni iniziò a spostarsi verso vari centri europei per rappresentare le sue opere: fu a Dresda, a Lisbona, a Londra e a Madrid. Di lui si conoscono circa una quindicina di opere buffe, scritte per lo più negli anni tra il 1783 e il 1788. Come Wolfgang Amadeus Mozart e Giuseppe Gazzaniga, compose anch'esso una versione del Don Giovanni (opera), rappresentata sotto il nome de Il convitato di pietra nel 1787 a Roma.

## Opere
Di Fabrizi si conoscono 15 opere; l'anno e la città si riferiscono alla prima rappresentazione.
- I tre gobbi rivali (intermezzo, libretto di Carlo Goldoni, 1783, Napoli)
- La necessità non ha legge (opera buffa, 1784, Bologna)
- I due castellani burlati (opera buffa, libretto di Filippo Livigni, 1785, Bologna)
- La sposa invisibile (intermezzo, 1786, Roma)
- La contessa di Novara (opera buffa, libretto di Giovanni Bertati, 1786, Venezia)
- L'amore per interesse (opera buffa, libretto di Giovanni Bertati, 1786, Padova)
- Chi la fa l'aspetti ossia I puntigli di gelosia (opera buffa, libretto di Filippo Livigni, 1786, Firenze)
- La nobiltà villana (opera buffa, 1787, Roma)
- Gli amanti trappolieri (opera buffa, libretto di Giuseppe Palomba, 1787, Napoli)
- Il convitato di pietra ossia il Don Giovanni (opera buffa, libretto di Giovanni Battista Lorenzi, 1787, Roma)
- Il viaggiatore sfortunato in amore (dramma giocoso, libretto di Bellani, 1787, Roma)
- Il caffè di Barcellona (opera buffa, 1788, Barcellona)
- Il Colombo e La scoperta delle Indie (farsa per musica, 1788, Roma)
- L'incontro per accidente ossia Il maestro di cappella (opera buffa, libretto di Giovanni Maria Diodati, 1788, Napoli)
- Impresario in rovina (dramma giocoso, libretto di Antonio Piazza, 1797, Casale)